# Aua (Papua Nuova Guinea)

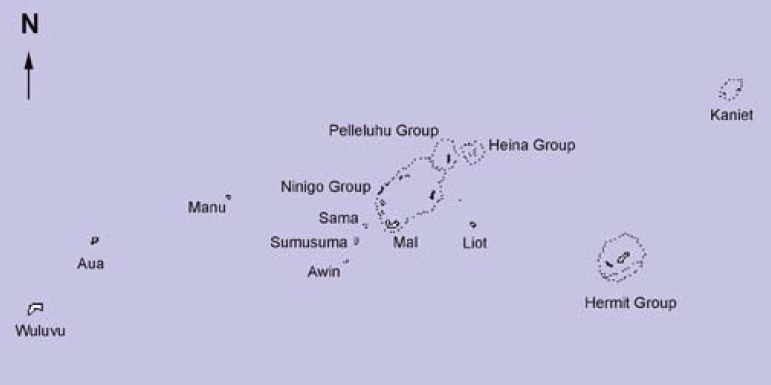
Mappa delle Isole Bismark occidentali. Aua è la penultima isola a sinistra.

Aua è un'isola dell'Arcipelago di Bismarck al largo di Papua Nuova Guinea nell'Oceano Pacifico.

## Storia
Il primo avvistamento da parte degli europei dell'isola di Aua, fu quello dal navigatore spagnolo Íñigo Ortiz de Retes, il 27 luglio 1545, quando a bordo della caracca San Juan, stava cercando di tornare da Tidore alla Nuova Spagna. Egli disegnò le prime mappe dell'isola e di quelle vicine, Wuvulu e Manu, chiamandola  La barbada  (isola barbuta in spagnolo).

## Lingua
Vi si parla il wuvulu-aua, una lingua oceanica appartenente alla famiglia linguistica delle lingue austronesiane.

## Economia
L'isola di Aua possiede un aeroporto (code AITA : AUI).